# Ка ди Луго (Равена)
Ка ди Луго је насеље у Италији у округу Равена, региону Емилија-Ромања.
Према процени из 2011. у насељу је живело 372 становника. Насеље се налази на надморској висини од 11 м.